# Бакман, Эрик (легкоатлет)
Эрик Бакман — шведский легкоатлет. На олимпийских играх 1920 года выиграл 3 бронзовые медали и 1 серебряную медаль. На Олимпиаде также выступал в беге на 10 000 метров, однако в финальном забеге сошёл с дистанции на 21-м круге.
Трёхкратный чемпион Швеции на дистанции 5000 метров и пятикратный чемпион на дистанции 10 000 метров. В 1919 году выиграл чемпионат Великобритании в беге на 4 мили. Владел рекордами Швеции в беге на 5000 и 10 000 метров и в часовом беге.